# 2008年夏季奧林匹克運動會閉幕式
2008年夏季奧林匹克運動會閉幕典禮，於該運動會比賽日的最後一日晚上（即北京時間2008年8月24日）晚上8時正於北京國家體育場進行，整個典禮歷時兩小時。

## 創作團隊
閉幕典禮和開幕典禮創作團隊是一樣的。由電影導演張藝謀擔任總導演，學者季羡林等多位人士將作為文化藝術顧問。

## 主禮進場及倒數
是次閉幕式主禮嘉賓是為中共中央總書記、中國國家主席胡錦濤與國際奧林匹克委員會主席羅格，他們二人在中國人民解放軍軍樂团（指挥：于建芳）的迎接樂曲下步入會場；同時間，各國際奧林匹克委員會成員、國家奧林匹克委員會會長、主席、國際單項體育協會領導人等等均步入會場。
當日晚上7時59分31秒開始，在國家體育場的顯示板上顯示出「29」、「28」到「0」的數字；與此同時，當倒數至「10」時，國家體育場場館上發放數字的煙花由「10」開始倒數至「0」。由「29」開始進行倒數是基於代表第二十九屆奧運會；而「0」的煙火除了表示閉幕式正式開始外，亦表示北京奧運劃上圓滿的句號。

## 典禮程序

### 文藝表演
倒數後，司儀介紹胡錦濤及羅格；随後，升起中華人民共和國國旗，奏唱中华人民共和国国歌。名為《相聚》的文藝表演開始，兩名擊打在半空中的鼓表演者首先演出，其餘的鼓手表演者亦於場館之中伴奏。幾分鐘後，銀玲舞者進場，她們一邊舞動，一邊響起金玲，排成多個圖形，象徵著光榮和前途。之後，銀玲舞者排成一條道路，60位的「光速飛輪」演員在漆黑的場館中滾動。與此同時，204位的弹跳飛人在場館中向不同方向跳動。

### 運動員進場

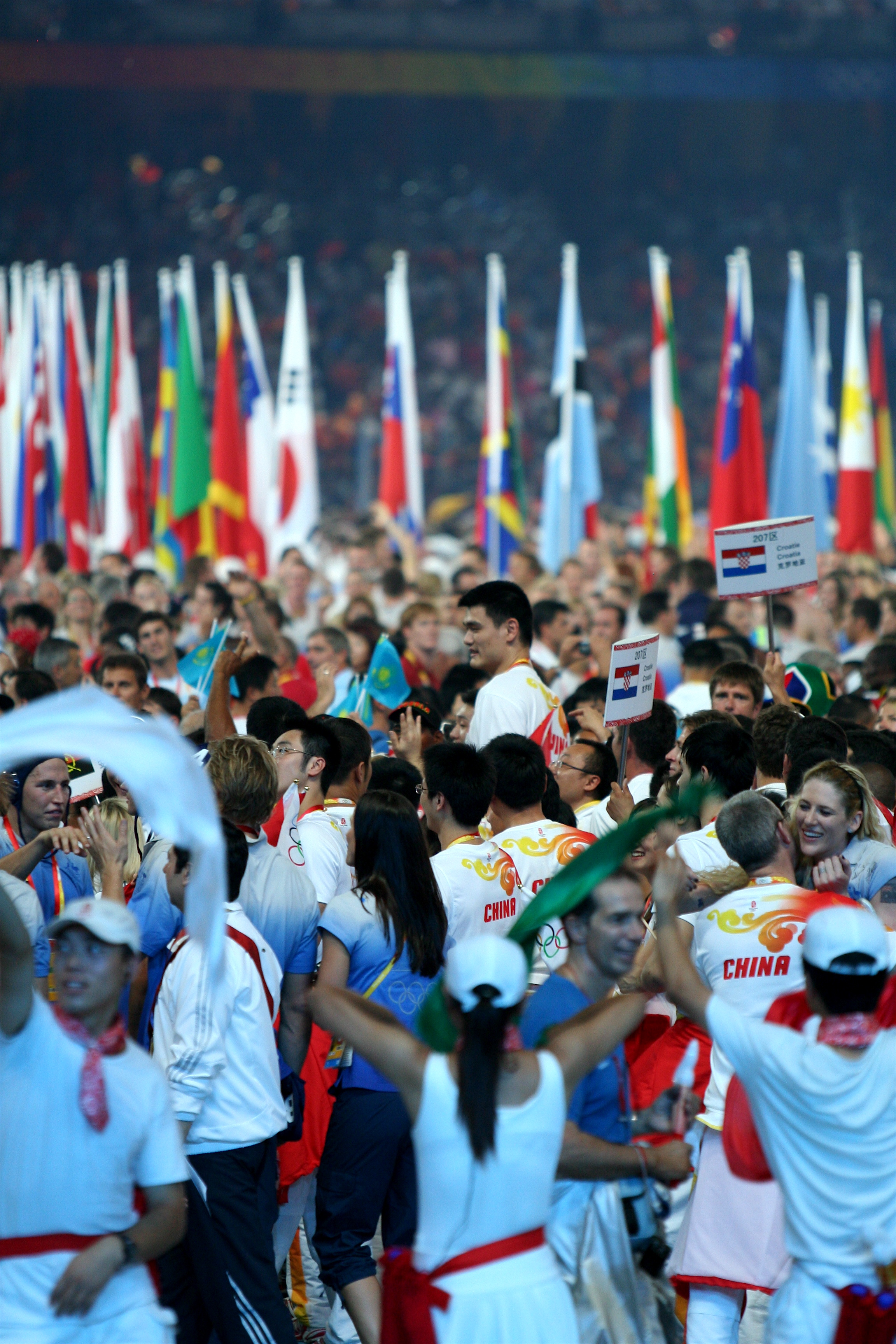
運動員進場

奧運會發源國希臘的持旗手帶領其他203個國家及地區的持旗手並分為兩組進入會場，而主辦國的中華人民共和國持旗手是女子羽毛球單打金牌得主张宁。持旗手進場，204個參賽國家及地區的運動員不分國籍、種族、膚色地共同進入會場，這是歷屆奧運的傳統。進場後的運動員自由地和別國的運動員互相合照、舞動。

### 男子馬拉松頒獎儀式
當所有運動員進場後，北京奧組委參考上屆奧運（雅典奧運）閉幕式的做法，向勝出男子馬拉松的運動員頒獎。

### 向志願工作者致意
马拉松长跑项目頒獎儀式後，八名奧運會志願工作者代表進場，四位新当选的國際奧委會委員（俄羅斯游泳名將波波夫等）向奥运志愿者代表們獻花，表示北京奧運委會、運動員、傳媒以及觀眾對志願工作者在北京奧運期間的服務以示謝意。

### 致辭
隨後，中共北京市委書記、北京奧組委主席劉淇致辭，全文如下：
尊敬的胡锦涛主席和夫人，尊敬的罗格主席和夫人，尊敬的各位来宾，女士们、先生们、朋友们：第29届奥林匹克运动会已经胜利地完成了各项任务，在北京奥运会即将落下帷幕的时刻，我谨代表北京奥组委向国际奥委会、向各国际单项体育组织、各国家和地区奥委会，向所有为本届奥运会做出贡献的朋友们表示衷心的感谢！在过去的16天中，来自世界204个国家和地区的运动员弘扬奥林匹克精神，在公平的竞争环境中，顽强拼搏，展示了高超的竞技水平和良好的竞赛风貌，创造了骄人的运动成绩，共打破38项世界纪录、85项奥运会纪录。当凯旋的号角吹响的时候，让我们向取得优异成绩的运动员表示热烈的祝贺！向所有参加比赛的运动健儿致以崇高的敬意！同时，也让我们向为此付出辛勤劳动的媒体记者和工作人员表示衷心的感谢！“同一个世界、同一个梦想”，今天的世界需要相互理解、相互包容、相互合作、和谐发展，北京奥运会是世界对中国的信任。不同国家、地区，不同民族，不同文化的人们组成了团结友爱的奥林匹克大家庭，加深了了解、增进了友谊。中国人民用满腔热情兑现了庄严的承诺，实现了绿色奥运、科技奥运、人文奥运，留下了巨大而丰富的文化和体育遗产。2008年北京奥运会是体育运动的盛会、和平的盛会、友谊的盛会。朋友们，熊熊燃烧的奥运圣火即将熄灭，但中国人民拥抱世界的热情之火将永远燃烧。在这个时候，我们希望朋友们记住充满生机与活力的北京和各协办城市，记住钟情于奥林匹克运动的中国人民，记住永远微笑甘于奉献的志愿者。让我们真情地祝愿奥林匹克运动不断发展！谢谢！现在我非常荣幸地邀请国际奥委会主席罗格先生致辞。

其後，國際奧委會主席羅格致辭，全文如下：
亲爱的中国朋友们！今晚，我们即将走到16天光辉历程的终点，这些日子，将在我们的心中永远珍藏。感谢中国人民，感谢所有出色的志愿者，感谢北京奥组委。通过本届奥运会，世界更多地了解了中国，中国更多地了解了世界。来自204个国家和地区奥委会的运动健儿们在光彩夺目的场馆里同场竞技，用他们的精湛技艺搏得了我们的赞叹，新的奥运明星诞生了，往日的奥运明星又一次带来惊喜。我们分享他们的欢笑和泪水，我们钦佩他们的才能与风采，我们将长久铭记在此见证的辉煌成就。在庆祝奥运会圆满成功之际，让我们一起祝福才华洋溢的残奥会运动健儿们，希望他们在即将到来的残奥会上取得优秀的成绩，他们也令我们倍感鼓舞。今晚在场的每位运动员们，你们是真正的楷模，你们充满展示了体育的凝聚力，来自冲突国家竞技选手的热情拥抱之中闪耀着奥林匹克精神的光辉。希望你们回国后，让这种精神生生不息、世代永存。这是一届真正的无与伦比的奥运会！现在，遵照惯例，我宣布第29届奥林匹克运动会闭幕。并号召全世界青年四年后在伦敦举办的第30届奥林匹克运动会上相聚。谢谢大家！

### 倫敦週期
致詞後，場館在奏起英國國歌《天佑女王》同時升起英國國旗。由於進入倫敦週期，北京週期已經成為過去，奧運五環旗因而在英國國旗升起後降下來，正式比喻北京奧運正式結束。
手持旗邊有五大洲顏色的奧運五環旗的旗手帶領北京市市長郭金龙及倫敦市市長鲍里斯·约翰逊共同由步由剛降下奧運五環旗旗杆前步向場中（即致詞台上）；及後，北京市市長揮動奧運五環旗後交給國際奧委會主席羅格，羅格揮動旗後交給下屆東道主城市市長。交接奧運五環旗後，下屆奧運會主辦城市英國倫敦進行了被称为“伦敦八分钟”的表演。
表演的開場首先是以一段影片來呈現倫敦的街景和許多代表著這個城市的特色地標。緊接著從會場中駛近一輛真實的亞歷山大丹尼士Enviro 400的紅色雙層巴士，這個雙層巴士的前方的LED螢幕顯示著「London 2012」（倫敦2012），車身則寫著「LONDON-BEIJING-LONDON」的字樣。英國單車運動員克里斯·霍伊、Victoria Pendleton及Shanaze Reade騎著腳踏車，扮演平時在倫敦街頭的市民。三組舞者則扮演在斑馬線等待巴士的行人，提著雨傘等待巴士，這代表了倫敦的街景及其多雨的天氣。
巴士到站後，行人緩緩的跑到了巴士前方爭相上車。這時，9歲女孩Tayyiba Dudhwala，代表英國從巴士離開，走到了斑馬線上，從具有中、加、馬及烏四國血統，象徵全球民族的女孩Erika Tham手上接過足球。之後，一個倫敦的交通警察拿著警告標誌帶著那個小女孩離開斑馬線。此時，那輛巴士開始變形，演變而成的是另一個倫敦街景的實體物。從變形出來的街景中，歌手利昂娜·劉易斯及搖滾樂隊齊柏林飛船結他手吉米·佩奇慢慢從裡面升上來，演唱歌曲「Whole Lotta Love」。在表演的尾聲，兩名倫敦交響樂團的樂手、Tayyiba Dudhwala與足球明星出現在巴士上層，把足球踢向運動員，象徵邀請全球運動員參與2012年夏季奧林匹克運動會。

### 聖火熄滅

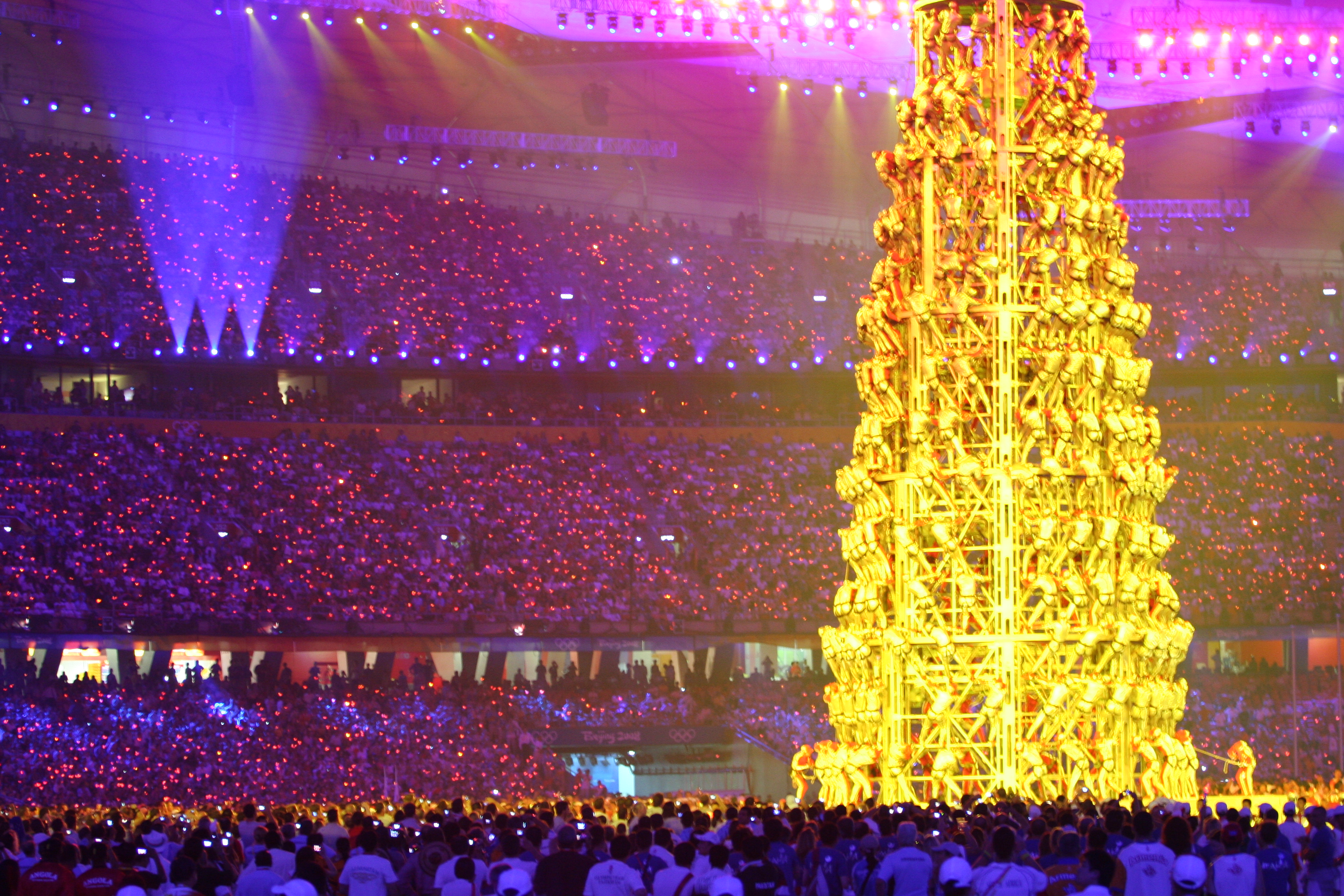
記憶之塔

三位外國演員模仿運動員依依不捨的離開北京，在登機前的一刻，其中一位演員張開圖卷閱讀，與開幕式照應。之後，演員緩緩地合起圖卷，聖火亦慢慢的熄滅起來，這表示了各國運動員和觀眾等都對北京奧運的結束感到依依不捨。隨後，369位演員攀爬名為「記憶之塔」的鐵塔，並不斷地造出各種圖案，表达了「更快、更高、更强」的奥运精神。之後，16條祥云纱緩緩升起，此時演員造出本屆奧運會會徽「中國印·舞動的北京」。

### 文藝表演
包括王力宏、陳慧琳、譚晶等5位兩岸三地的歌手與南韓藝人Rain合唱《北京，北京，我爱北京》，隨後有张也、汤灿、张燕、陈思思、雷佳、王丽达、哈辉七位女歌手唱出民曲《今夜月明》。之後，中國女歌唱家宋祖英與西班牙男高音多明戈合唱《愛的火焰》，「記憶之塔」的表演者亦離開鐵塔。最後，成龍、 刘德华、周华健、莫文蔚、容祖兒等先後高歌《远方的客人请你留下来》，表達出中國人熱情好客的一面。

### 出席嘉宾
- 冰島 - 总统奥拉维尔·拉格纳·格里姆松
- - 总统莱昂内尔·费尔南德斯
- 芬兰 - 总统塔里娅·哈洛宁
- 瑞典 - 国王卡尔十六世·古斯塔夫
- - 总督迈克尔·杰弗里
- 比利时 - 首相伊夫·莱特姆
- 立陶宛 - 总理格迪米纳斯·基尔基拉斯
- 尼泊尔 - 总理普什帕·卡迈勒·达哈尔(普拉昌达)
- 多米尼克 - 总理罗斯福·斯凯里特
- 拉脫維亞 - 总理伊瓦尔斯·戈德马尼斯
- 英国 - 首相戈登·布朗
- 蒙古国 - 总理桑吉·巴亚尔
- 西班牙 - 西班牙公主克里斯蒂娜
- 英国 - 英国公主安妮
- 荷蘭 - 王储亚历山大
- 菲律賓 - 总统丈夫何塞
- 蒙特內哥羅 - 议长克里沃卡皮奇
- 印度尼西亞 - 副总统卡拉
- - 副总统恩蒂塞泽拉纳
- 比利时 - 副首相雷恩代尔
- 波蘭 - 副总统谢蒂纳
- 俄羅斯 - 副总统茹科夫
- 比利时 - 外交大臣德古特
- 美国 - 美国劳工部长赵小兰和卫生部长莱维特
- 加拿大 - 加拿大保守党首席督导希尔